# Saronno (stacja kolejowa)
Saronno (włoski: Stazione di Saronno) – stacja kolejowa w Saronno, w prowincji Varese, w regionie Lombardia, we Włoszech. Jest to ważny węzeł kolejowy na linii Mediolan – Saranno, linii do Como, Novary i Varese-Laveno-Mombello.
Ze względu na centralne miejsce w regionalnej sieci obsługiwanej przez FerrovieNord, jest końcem  Szybkiej kolei miejskiej w Mediolanie:
- Linia S1 (Lodi - Saronno);
- Linia S3 (Milano Cadorna - Saronno)
- Linia S9 (Albairate - Saronno)

Jest to również ostatni przystanek pociągów Trenord, które obsługują Malpensa Express.
Stacja jest więc jednym z głównych węzłów pasażerskich w całej sieci FerrovieNord, po Milano Cadorna i Milano Nord Bovisa. W 2005 roku obsłużyła 6.253.628 pasażerów.

## Historia
W 1879 r. Società anonima per le Ferrovie Milano-Saronno e Milano-Erba (później północna część Ferrovie Nord Milano) zainaugurowała linię kolejową między Mediolanem i Saronno.
W latach osiemdziesiątych XIX wieku, stacja dołączyła od innych linii kolejowych zbudowanych przez innych koncesjonariuszy:
- Saronno-Malnate Società per le ferrovie del Ticino;
- Novara–Seregno Società Anonima per la Ferrovia Novara-Seregno.

W latach 1888 i 1890 korzystanie z obu linii przekazano do FNM. W związku z tym stacja stała się centrum przedsiębiorstwa kolejowego, a jego rolę podkreślono w 1898 roku z budową linii Grandate-Saronno, która opierając się na linii Como-Varese-Grande-Malnate, umożliwiła bezpośrednie połączenie pomiędzy Jeziorem Como i Mediolanem.